# 자연철학
자연철학(自然哲學, 영어: natural philosophy)은 사변적 고찰을 통해 자연을 종합적, 통일적으로 해석해 설명하려고 하는 철학을 말한다. 또한, 자연에 대한 철학적 탐구이자 근대화학의 전신이다. 자연과학의 선구자 역할을 할 자연철학은 우주, 물질, 인과성, 확률, 원소, 무한, 움직임과 변화, 성질, 시간과 공간들을 대상으로 자연에 대한 설명을 제시하였다.
독일에서는 전통적으로 자연 철학(Naturphilosophie)을 자연과 정신의 사변적 통일성을 달성하기 위한 시도로 18세기와 19세기까지 지속되었다. 괴테, 헤겔, 셸링을 포함하여 독일 철학의 가장 위대한 이름 중 일부는 이 운동과 관련이 있다. 자연철학은 자연계를 일종의 거대한 유기체로 간주하는 낭만주의와 관련이 있으며, 존 로크와 아이작 뉴턴과 같은 세계의 기계적인 철학을 신봉한 인물들의 철학적 접근은 기계와 같다고 여겼다.

## 기원과 진화
자연 철학이라는 용어는 자연 과학(즉, 경험적인 과정과 추론을 통해 얻어지는 조금 더 근대적인 의미의 과학)이 현재 사용되기 이전에 사용되었다. 자연 과학은 역사적으로 철학, 더 구체적으로 자연 철학에서 발전했다. 자연 철학은 자연에 대한 추론과 설명(갈릴레오 이후에는 양적 추론)을 포함한다는 점에서 현대 과학의 다른 선구자인 자연사와 구별되는 반면, 자연사는 본질적으로 질적이며 서술적이다.
14세기와 15세기에 자연 철학은 철학의 많은 분야 중 하나였으나 전문적인 연구 분야는 아니었다. 자연철학 자체의 전문가로 임명된 최초의 사람은 1577년 파도바 대학의 야코포 자바렐라(Jacopo Zabarella)였다.
과학과 과학자라는 용어의 현대적 의미는 19세기까지 거슬러 올라간다. 그 이전에 과학은 라틴어 기원에 따라 지식 또는 연구의 동의어였다. 이 용어는 실험 과학과 과학적 방법이 자연 철학과 별개로 전문적인 연구 분야가 되면서 현대적인 의미를 갖게 되었다.
고대 세계에서 아리스토텔레스를 시작으로 19세기까지 자연 철학은 자연을 연구하는 실험적 연구 방식을 일컫는 용어였다. 19세기에 "과학"의 개념이 다른 기술 분야 및 제목 중에서 "생물학" 및 "생물학자", "물리학" 및 "물리학자"와 같은 새로운 제목이 등장하면서 현대적인 형태를 갖추게 되었다. 기관과 커뮤니티가 설립되었으며 사회 및 문화의 다른 측면에 대한 적용 및 상호 작용이 발생했다.
19세기 중반부터 과학자들이 물리학과 화학 모두에 기여하는 것이 점점 드물어지면서 "자연 철학"은 물리학만을 의미하게 되었다. 일반적으로 오래 전에 설립된 대학의 자연철학 의장은 주로 물리학 교수들이 차지하고 있다.
아이작 뉴턴의 책 Philosophiae Naturalis Principia Mathematica(1687)는 "자연 철학의 수학적 원리"로 번역되며 "자연에 대한 체계적인 연구"와 유사한 "자연 철학"이라는 단어의 당시 사용을 반영한다. 19세기에도 현대 물리학의 많은 부분을 정의하는 데 도움을 준 켈빈 경(Lord Kelvin)과 피터 거스리 타이트(Peter Guthrie Tait)의 논문은 자연 철학에 관한 논문(Treatise on Natural Philosophy, 1867)이라는 제목이 붙었다

## 범위
플라톤의 책 "대화(The Dialogues)"에서 샤르미데스는 물리적 결과를 산출하는 과학이나 지식 체계와 그렇지 않은 지식 체계를 구별한다. 자연 철학은 철학(윤리와 같은)의 실천적 분야라기보다는 이론적인 분야로 분류되었다. 예술을 인도하고 자연에 대한 철학적 지식을 끌어내는 과학은 실용적인 결과를 낳을 수 있지만 이러한 보조 과학(예: 건축 또는 의학)은 자연 철학의 범위를 넘어선다.
자연철학 연구는 우주를 이해하는 데 필요한 모든 수단을 동원하여 탐구하고자 한다. 이 과정에서 몇몇 철학자들은 변화하는 것이야말로 현실이라고 주장한다. 이 말이 명백해 보일 수 있지만 플라톤의 전신인 파르메니데스와 후기의 그리스 철학자 섹스투스 엠피리쿠스, 그리고 아마도 일부 동양 철학자들과 같이 변형의 개념을 부정한 일부 철학자들이 있었다. George Santayana는 회의론과 동물적 믿음에서 변화의 현실을 증명할 수 없음을 보여주려고 했다. 그의 추론이 맞다면, 물리학자가 되려면 자신의 감각을 믿을 수 있을 정도로 회의론을 억제해야 하고, 그렇지 않으면 반실재론에 의존해야 한다. 르네 데카르트의 형이상학적 심신 이원론은 물질과 마음이라는 두 종류의 실체를 설명한다. 이 체계에 따르면 "물질"인 모든 것은 결정론적이고 자연적이므로 자연 철학에 속하며 "마음"인 모든 것은 의지적이고 비자연적이며 자연 철학의 영역을 벗어난다.
그럼에도 불구하고 확실한 범위는 정해지지 않았으며 자연철학이 과학과 철학, 세상의 어느 부분까지를 향유하는지, 어디까지를 명확한 인짓으로 정의할 수 있는지는 아직도 논쟁의 대상이다.

## 주제와 파생
자연 철학의 주요 분야에는 천문학과 우주론, 대규모 자연 연구; 병인학, (내적 및 때때로 외적) 원인에 대한 연구; 우연, 확률 및 무작위성에 대한 연구; 요소 연구; 무한과 무한(가상 또는 실제)에 대한 연구; 물질 연구; 역학, 운동과 변화의 번역 연구; 자연 또는 다양한 행동 원천에 대한 연구; 자연적 특성에 대한 연구; 물리량 연구; 물리적 실체 간의 관계 연구; 그리고 공간과 시간의 철학 등이 있다.

## 역사
17세기 이전의 자연 철학의 역사에 대해서는 과학의 역사, 물리학의 역사, 화학의 역사 및 천문학의 역사를 참조하십시오.
자연과 인간의 정신적 관계는 확실히 문명과 역사의 기록보다 앞선다. 자연 세계에 대한 철학적, 특히 비종교적 사고는 고대 그리스로 거슬러 올라간다. 이러한 사고 방식은 철학 연구에서 자연에 대한 사색에서 인간, 즉 정치 철학에 대한 고려로 전환한 소크라테스 이전에 시작되었다. 파르메니데스(Parmenides), 헤라클레이토스(Heraclitus), 데모크리토스(Democritus)와 같은 초기 철학자들의 사상은 자연계를 중심으로 했다. 또한 이오니아의 밀레투스(따라서 밀레시안 철학 학파)라는 마을에 살았던 세 명의 소크라테스 전 철학자, 탈레스, 아낙시만데르, 아낙시메네스는 그리스 신과 관련된 창조 신화에 의존하지 않고 자연 현상을 설명하려고 시도했다. 그들은 물리학자("자연 철학자") 또는 아리스토텔레스가 언급한 생리학(physiologoi)이라고 불렸다. 플라톤은 인간에 집중하면서 소크라테스의 학문을 따랐다. 플라톤의 제자인 아리스토텔레스는 자연 세계에 대한 자신의 생각을 기초로 인간을 위한 세계의 여지를 남기면서 경험론을 제1의 위치로 되돌려 놓았다. Martin Heidegger는 아리스토텔레스가 중세에서 현대에 이르는 자연 개념의 창시자임을 관찰한다.
물리학의 경우 아리스토텔레스의 '물리학'은 고대에 속하는 반면, 현대 물리학은 근대에 속한다는 점에서 오늘날 우리가 이 단어로 의미하는 것과 다르다. 또한 아리스토텔레스의 '물리학'이 현대 물리학은 철학을 전제로 하는 실증 과학인 반면, 현대 물리학은 철학을 전제로 한다. 그러나 아리스토텔레스의 물리학이 없었다면 갈릴레오도 없었을 것이라는 말처럼 후대에 영향을 끼친 것은 확실하다. 아리스토텔레스는 그의 전임자들에 대한 사상을 조사하고 그들 사이의 중간 과정을 도표화하는 방식으로 자연을 생각했다.
신성한 장인에 의해 물질로 불완전하게 표현된 영원하고 불변하는 플라톤의 세계는 원자론이 적어도 4세기까지 가장 두드러진 다양한 기계론적 Weltanschauungen과 뚜렷하게 대조된다. 이 논쟁은 고대 세계 전체에 걸쳐 지속되었다. 원자론적 메커니즘은 에피쿠로스의 팔에 총을 맞았지만 스토아 학파는 신성한 목적론을 채택했다. 이 목적론의 의의는 구조화되고 규칙적인 세계가 어떻게 지시되지 않은 프로세스에서 발생하는지 보여주거나 시스템에 지능을 주입하는 것이다. 이것이 아리스토텔레스, 플라톤의 젊은 수행자가 문제를 본 방식이었다. 키케로는 아리스토텔레스의 동굴 이미지를 보존하고 있다. 혈거물이 갑자기 상위 세계로 옮겨졌다면, 그들은 즉시 그것이 지능적으로 배열된 것으로 생각했을 것이다. 그러나 아리스토텔레스는 이 견해를 포기하게 되었다. 비록 그가 신적 존재를 믿고 있지만, 원동기는 우주에서 작용의 효율적인 원인이 아니며 그것을 구성하거나 배열하는 데 아무런 역할을 하지 않는다. 그러나 그가 신성한 발명가를 거부했지만 아리스토텔레스는 순수한 무작위 힘의 메커니즘. 대신 그는 자연 또는 푸시스의 개념에 크게 의존하는 두 입장 사이의 중간 방법을 찾으려고 한다.
아리스토텔레스는 "우리가 살고 있는 세계는 질서가 있고 사물이 일반적으로 예측 가능한 방식으로 행동하는 세상"이라고 주장했다. 왜냐하면 모든 자연적 대상은 관습적인 방식으로 행동하게 하는 속성(주로 형태와 관련된)인 "본성"이 있기 때문이다. "아리스토텔레스는 자연 철학자 또는 물리학자의 업무에 적합한 네 가지 원인을 제안했다. 이는 물질적 원인, 형식적 원인, 효율적인 원인, 최종 원인이다.

### 고대 그리스에서 시작되다
초기 그리스 철학자들은 운동과 우주를 연구했다. Hesiod와 같은 인물은 자연 세계를 신의 자손으로 간주한 반면 Leucippus와 Democritus와 같은 인물은 세계를 소용돌이 속의 생명 없는 원자로 간주했다. Anaximander는 식이 일어나는 것은 천구의 불 고리에 있는 구멍 때문에 발생한다고 추론했다. 헤라클레이토스는 천체가 그릇에 담긴 불로 이루어져 있다고 믿었다. 그는 그릇이 땅에서 멀어지면 일식이 일어난다고 생각했다. 아낙시메네스는 기본 요소가 공기이며 공기를 조작하여 불, 물, 흙, 돌을 만들기 위해 공기의 두께를 변경할 수 있다고 말한 것으로 믿어진다. 엠페도클레스는 만물의 근원을 불, 공기, 흙, 물이라고 명명한 세계를 구성하는 요소를 확인했다. 파르메니데스는 모든 변화는 논리적 불가능이라고 주장했다. 그는 어떤 것도 비존재에서 존재로 갈 수 없다는 예를 제시한다. 플라톤은 세상이 한때 신성한 장인이 가지고 있던 관념의 불완전한 복제물이라고 주장한다. 그는 또한 무언가를 진정으로 알 수 있는 유일한 방법은 대상 자체에 대한 연구가 아니라 이성과 논리를 통해서만이 아니라 변화 가능한 물질이 실행 가능한 연구 과정이라고 믿었다.

### 아리스토텔레스의 자연철학
"도토리는 잠재적으로 떡갈나무가 될 수 있지만 실제로는 떡갈나무가 아니다. 떡갈나무가 된다는 것은 본래 잠재적이었던 성질로 변하는 것이다. 따라서 이 변화는 가능성에서 현실로, 즉 무에서 존재로가 아니라 하나에서 하나로의 이동이다." 
아리스토텔레스는 자연 철학에 대한 사상의 수렴을 시작하는 많은 중요한 신념을 가지고 있었다. 아리스토텔레스는 대상의 속성은 대상 자체에 속하며, 범주에 맞는 다른 대상과 특성을 공유한다고 믿었다. 그는 이 점을 강조하기 위해 개의 예를 든다. 개별 개는 매우 구체적인 특성(예: 한 개는 검은색, 다른 개는 갈색일 수 있음)을 가질 수 있지만 개를 분류하는 매우 일반적인 특성(예: 네 발 달린 것)도 있다. 이 철학은 다른 많은 물체에도 적용될 수 있다. 이 생각은 아리스토텔레스가 직접적인 관련이 있었던 플라톤의 생각과 다르다. 아리스토텔레스는 객체에는 "형태"라는 속성이 있고 속성의 일부가 아닌 것은 객체를 정의하는 "물질"이 있다고 주장했다. 형식은 문제와 분리될 수 없다.
아리스토텔레스는 변화는 자연스러운 현상이라고 믿었다. 그는 형태와 물질에 대한 자신의 철학을 사용하여 무언가가 변경되면 그 물질을 변경하지 않고 속성을 변경한다고 주장했다. 이 변경은 특정 속성을 다른 속성으로 대체하여 발생한다. 이 변화는 강제적 수단이든 자연적 수단이든 항상 의도적인 변화이기 때문에 변화는 통제 가능한 품질의 순서이다. 그는 이것이 존재의 세 가지 범주, 즉 비존재, 잠재적 존재 및 실제 존재를 통해 발생한다고 주장한다. 이 세 가지 상태를 통해 객체를 변경하는 프로세스는 이 전환 상태 동안 객체 형태를 진정으로 파괴하지 않고 오히려 두 상태 사이의 현실을 흐리게 한다. 이것의 예는 과도기적인 자주색 위상을 사용하여 물체를 빨간색에서 파란색으로 변경하는 것일 수 있다.

### 중세 운동 철학
운동에 대한 중세 사상은 아리스토텔레스의 물리학과 형이상학의 많은 부분과 관련되어 있다. 중세 철학자들이 운동에 대해 가지고 있던 문제는 물리학 3권과 형이상학 5권 사이에서 발견된 불일치였다. 아리스토텔레스는 물리학 3권에서 운동은 물질, 양, 질, 장소로 분류할 수 있다고 주장했다. 여기서 그는 형이상학 5권에서 운동은 양의 크기라고 말한다. 이 논쟁은 자연 철학자들에게 몇 가지 중요한 질문으로 이어졌다. 운동은 어떤 범주에 해당하는지, 운동은 형체와 같은 것인지 등의 중세 철학자들이 제기한 이러한 질문은 운동을 분류하기 위한 시도를 시발시켰다.
오컴의 윌리엄은 중세의 많은 사람들에게 좋은 개념을 제공한다. 명사와 명사를 이루는 성질 사이에 상관관계가 있다고 생각하게 만드는 움직임 뒤에 있는 어휘에 문제가 있다. 오컴은 이러한 구별이 사람들이 모션을 이해할 수 있도록 하고 모션은 모빌, 위치 및 형태의 속성이며 모션이 무엇인지 정의하는 데 필요한 전부라고 말한다. 이것의 유명한 예는 모호한 진술을 더 설명적인 예로 잘라서 단순화하는 오컴의 면도날이다.

### 근대 초기의 자연철학
과학적 방법은 고대의 선례가 있으며 갈릴레오는 현대 자연 과학자의 특징인 자연에 대한 수학적 이해를 보여준다. 갈릴레오는 질량에 관계없이 떨어지는 물체가 떨어지는 매질이 동일하다면 같은 속도로 떨어질 것이라고 제안했다. 전통적인 자연 철학과 별개로 과학 사업의 19세기 구분은 이전 세기에 뿌리를 두고 있다. 자연 연구에 대한 보다 탐구적이고 실용적인 접근 방식에 대한 제안은 그의 열렬한 신념이 통찰력 있는 베이컨식 방법을 대중화하는 데 크게 기여한 점에서 주목할 만하다. 베이컨식 방법은 자연에 대한 경험적 조사를 통해 광범위한 일반적인 오류를 폭로하는 Thomas Browne의 백과사전 Pseudodoxia Epidemica(1646–1672)에서 사용된다.
17세기 후반의 자연 철학자 로버트 보일은 물리학과 형이상학의 구별에 관한 획기적인 저작인 '저속하게 받아들여진 자연 개념에 대한 자유로운 탐구'와 '회의적 화학자'라는 이름을 붙인 현대 화학 과학을 시발시켰다(연금술과 같은 중세의 연구가 아니다). 그는 실제 연구에 대한 관찰 세부 사항을 세심하게 기록했으며 이후에 이러한 관행뿐만 아니라 성공적인 실험과 실패한 실험 모두에 대한 출판을 옹호하여 개별 주장을 복제에 의해 검증했다.
17세기 말이나 18세기 초의 자연 철학자들은 때로 '영사기'라는 모욕적인 표현을 받았다. 조나단 스위프트는 그의 소설 걸리버 여행기에서 왕립학회의 자연철학자들을 '영사기의 학원'으로 풍자했다. 과학사가들은 자연 철학자들과 소위 영사기(projector)들을 때때로 그들의 방법과 목표가 중복된다고 주장해 왔다.
현대의 강조점은 광범위한 경험주의(자연의 활동에 대한 수동적 관찰을 포함하는 것)가 아니라, 자연의 통제를 위한 실험적(능동적) 관찰을 통해 행사되는 통제에 대한 경험적 집중의 좁은 개념에 있다. 자연은 인간 활동의 수동적 수용자로 축소된다.

## 과학 및 자연철학의 현재
20세기 중반, 자연의 목적론에 대한 에른스트 마이어의 논의는 이전에 아리스토텔레스와 칸트가 다루었던 문제들을 제기했다.
특히 20세기 중반 유럽 위기 이후, 일부 사상가들은 숨겨진, 검토되지 않은 철학에 암묵적으로 의존하는 편협한 실증주의적 접근으로 간주하기보다는 넓은 철학적 관점에서 자연을 보는 것이 중요하다고 주장했다. 이 사상은 특히 Thomas Aquinas가 발전시킨 아리스토텔레스 전통에서 비롯된다. Edmund Husserl의 또 다른 계보는 특히 유럽 과학의 위기(Crisis of European Sciences)에 표현되어 있다. Jacob Klein과 Hans Jonas와 같은 그의 제자들은 그의 주제를 더욱 완전히 발전시켰다. Alfred North Whitehead의 작품에서 영감을 받은 프로세스 철학도 있다.
살아있는 학자 중 Brian David Ellis, Nancy Cartwright, David Oderberg 및 John Dupré는 자연 세계에 대해 일반적으로 더 개방적인 접근 방식을 채택하는 것으로 틀림없이 분류될 수 있는 더 저명한 사상가이다.
Ellis(2002)는 "새로운 본질주의(New Essentialism)"의 부상을 관찰한다. David Oderberg(2007)는 본질주의자라고 주장하는 Ellis를 포함하여 어느 정도 다른 철학자들과 문제를 제기한다. 그는 자연을 실험적 방법의 절박한 주제로 평평하게 하려는 현대적인 시도로부터 토마스주의-아리스토텔레스적 전통을 부활시키고 옹호한다.
Nicholas Maxwell은 그의 저서 In Praise of Natural Philosophy: A Revolution for Thought and Life(2017)에서 현대적 버전의 자연 철학을 만들기 위해 철학을 개혁하고 과학과 철학을 다시 결합해야 한다고 주장한다.

## 같이 보기
- 마법
- 본성
- 사상
  - 자연주의 (철학)
- 이론
  - 괴테의 색채론(Zur Farbenlehre)
- 인물
  - 게오르크 빌헬름 프리드리히 헤겔
  - 아이작 뉴턴
  - 이마누엘 칸트
  - 조르다노 브루노
  - 파라켈수스
  - 프리드리히 빌헬름 요제프 셸링
- 학문
  - 철학
    - 존재론
    - 과학철학
    - 분석철학
    - 심리철학
    - 환경철학 (Environmental philosophy)

  - 자연신학 (Natural theology)
  - 자연과학
  - 역사학
    - 과학사
- 학파
  - 바이셰시카 학파
  - 코펜하겐 학파(Copenhagen School)